# Odder (by)
 For alternative betydninger, se Odder. (Se også artikler, som begynder med Odder)
Odder er en stationsby i Østjylland med 13.522 indbyggere  (2025), beliggende i Odder Sogn. Den er samtidig hovedby i Odder Kommune og ligger i Region Midtjylland. Tidligere var den hovedby i Hads Herred.
Befolkningen i Odder by udgør cirka halvdelen af kommunens samlede indbyggertal.
Nærmeste større byer er Aarhus 21 kilometer mod nord, Skanderborg 19 kilometer mod nordvest og Horsens 25 kilometer mod sydvest. Odder er en selvstændig by, men fungerer i dag som en hyggelig lille forsmag på Aarhus. De to byområder er tæt forbundet via Aarhus Letbane.
Byen hævder sammen med fem andre  at være Danmarks geografiske centrum.

## Historie
Odder omtales første gang i 1363 som Oddræth.
Odder landsby bestod i 1682 af 21 gårde og 6 huse med jord. Det samlede dyrkede areal udgjorde 683,9 tønder land skyldsat til 116,58 tønder hartkorn. Dyrkningsformen var trevangsbrug med omdriften 2/1 + 1 vang sås årligt.
Den første skole blev oprettet i 1741 på foranledning af godsejeren fra Rodsteenseje. Skoleholderen hed Jens Jensen Aadder. Der blev bygget et 6 fags bindingsværkshus ved indgangen til kirken, og det stod til omkring 1850, hvor det menes nedbrændt.
Den første privilegerede kro i Hads Herred blev opført i Odder i 1742
Odder havde i 1801 469 indbyggere, i 1840 889 indbyggere, i 1860 931 indbyggere, i 1870 1.164 indbyggere, i 1880 1.416 indbyggere.
I 1850 fik man bevilling til at holde marked 2 gange om året – det blev senere udvidet til 4 og 6 gange. I forbindelse med ansøgningen om marked søgte man om hjælp til at grave en kanal fra Norsminde til Kildegården i den nordøstlige ende af den daværende by, men henvendelsen blev ikke besvaret, og Odder blev ingen havneby.
I 1879 beskrives byen således: "Odder (med henved 1000 Indbyggere) med Kirke, Præstegaard, Skole (foruden 2 Privatskoler), Thing- og Arresthuus, Bolig (privat) for Herredsfogden, Apothek, Bolig for Districtslægen, Postexpedition, Telegraphstation, Valgsted for Amtets 1ste Folkethingsvalgkreds, Bolig for Branddirecteuren for Hads Herred, Udgivelsested fir "Odder Avis", Boghandler, 4 andre Handlende, 2 Møller, mange Haandværkere, 6 aarlige Markeder med Kreaturer, Heste og Kvæg; Buen har Udseende af en Flække, brolagt Hovedgade med flere sammenbyggede og tegltækte Huse".
Omkring århundredeskiftet omtales byen således: "Odder (1363: Oddræth) — 1/2 1901 329 Huse og 2822 Indb. (1801: 469, 1840: 889, 1890: 2164) —, stor købstadlignende Landsby med brolagt Hovedgade, ved Landevejen og Odder Aa samt ved den nordl. Udkant af Vejlskov (en Del af Byen hedder „Egholm“, en anden „Slippen“), med Kirke, Valgmenighedskirke, Præstegd. og Præstebolig for Valgmenighedspræsten, to Kirkegaarde (den ene ved Kirken, den anden mod N. med et 1894 opf. Ligkapel), Ting- og Arresthus (opf. 1856-57, Plads for 10 Arrestanter), Almueskole (udvidet 1876 og 1893, c. 350 Elever), Realskole (opr. 1872, c. 70 Elever), Friskole, teknisk Skole (opr. 1872, Bygningen opf. 1899, c. 75 Elever), Folkehøjskole (opr. 1889), Amtssygehus med Epidemibygning — Sygehuset er opf. 1879-80, ombygget 1897-98 (Arkitekt: Frimodt-Clausen), Epidemibygningen 1888-89 (Arkit: Arboe); det har i alt kostet 130,000 Kr. og har Plads til 55 Patienter, deraf 25 i Epidemibygn. —, Apotek (opr. 1850), Distriktslægebolig (privat), Andersens Stiftelse med Fribolig for 12 gamle eller svagelige af begge Køn (opr. 1872 af Kancellird. Rasmus A., † 1889, og Hustru; Stiftelsen, hvis Grundkapital er 200,000 Kr., bestyres under Amtsraadets Overtilsyn af en Forstander; Bygningen er opf. 1891), Odder Børnehjem for kirtelsvage Børn (opr. 1886, Bygningen er opf. 1892 og ejes nu af Plejeforeningen i Aarhus), Asyl (opr. 1888, med en 1896 opf. Bygning), Odder Bank (opr. Nov. 1898; Aktiekapital: 75,000 Kr.; 31/3 1901 var Folio- og Indlaanskontoen 326,351, Vekselkontoen 98,216 Kr.), Hads Hrd.’s Spare- og Laanekasse (opr. 27/11 1862; 31/3 1900 var Spar. Tilgodeh. 1,199,679 Kr., Rentef. 4 pCt., Reservef. 86,632 Kr., Antal af Konti 2273), Rathlousdal-Odder Vandværk (et Interessentskab, anlagt 1878, udvidet 1898), Gasværk (anlagt 1897), Haandværkerforening med egen Bygning, offtl. Brusebadeanstalt, Herredsfogedbolig (privat), Bolig for Driftsbestyreren paa Hads-Ning Hrdr.’s Banen, et større Hvidtølsbryggeri og Maltgøreri (anl. 1851), 2 Dampsavværker, Farveri, Væveri og Uldspinderi, Maskinfabrik med Jærnstøberi, Garveri, et større Teglværk (aarl. 2 1/2 Mill. Sten), Kalkværk, Andelssvineslagteri, Andelsmejeri (Aaholm), 3 Vandmøller („Nedermølle“, „Sandager Mølle“ og „Stampemølle“), Gartnerier, mange handlende og Haandværkere, m. m., Bogtrykkeri, hvorfra udgives „Odder Dagblad“, 3 Hoteller, Markedsplads (Marked i Feb., Marts, Apr., Juli, Sept. og Nov. med Heste og Kreaturer), Jærnbane-, Telegraf- og Telefonst., Postkontor, Valgsted for gl. Aarhus Amts 1. Folketingskr. og Sessionssted for 4. Udskrivningskr.’ Lægd 244-58."

## Kultur
I byen findes bl.a. en masse andre forretninger; biografen Biffen, der drives af en gruppe frivillige, ulønnede medarbejdere.
Byen har årligt flere koncerter og arrangementer som f.eks. Odder Byfest, som altid afholdes i ugen op til den første weekend i august.
I Odder ligger Odder Museum, idrætsanlægget Spektrum Odder og et bibliotek.
Hvert år i Kristi himmelfartsferien er der siden 2003 blevet kørt cykelløbet Tour de Himmelfart, der regnes som et af Europas største for drenge og piger i alderen 9-18 år. Odder Cykel Klub er arrangør.

## Transport

### Jernbane
Odder Station er beliggende centralt i byen og er endestation på Linje L2 på Aarhus Letbane. I den nordlige del af byen stopper letbanen ved Rude Havvej Station. Letbanen kører med halvtimesdrift i dagtimerne og timedrift i aftentimerne. Rejsetiden med Odder St. og Aarhus H. er 40 minutter. Der har tidligere været jernbaneforbindelse til både Horsens og Hou, læs mere under Horsens-Odder Jernbane og Odderbanen.

### Regionale og lokale busser
I Odder er der regionale busforbindelser til Aarhus, Horsens og Skanderborg og en række lokalruter til mindre bysamfund i kommunen.
| Linje | Rute                                                                        | Link     |
| ----- | --------------------------------------------------------------------------- | -------- |
| 100   | Odder - Aarhus - Hornslet                                                   | Køreplan |
| 103   | Aarhus - Odder - Hou                                                        | Køreplan |
| 302   | (Aarhus -) Beder - Norsminde - Odder                                        | Køreplan |
| 306   | Odder - Hundslund - Horsens                                                 | Køreplan |
| 331   | Skanderborg - Virring - Odder                                               | Køreplan |
| 1002  | Odder - Snærild - Torrild - Fensholt - Balle - Svorbæk - Odder              | Køreplan |
| 1003  | Odder - Randlev - Boulstrup - Hou - Odder                                   | Køreplan |
| 1004  | Assedrup - Nølev - Rude - Saksild - Dyngby - Rude - Saksild - Rørth - Odder | Køreplan |
| 1005  | Odder (- Oldrup) - Ørting - Falling - Hundslund                             | Køreplan |
| 1006  | Odder - Oldrup - Hundslund - Trustrup- Hundslund                            | Køreplan |
| 1007  | Odder - Ørting - Gylling - Alrø - Gylling - Ørting - Odder                  | Køreplan |
| 1008  | Odder - Hou                                                                 | Køreplan |
| 8300  | Flexbus Odder - Gylling                                                     | Køreplan |
| 8301  | Amstrup - Alrø - Amstrup                                                    | Køreplan |

### Bybusser
Odder har fire bybuslinjer.
| Linje | Rute                                                                                             |
| ----- | ------------------------------------------------------------------------------------------------ |
| 1     | Banegården - Højvænget - Banegården                                                              |
| 2     | Banegården - Ankjær - Banegården                                                                 |
| 3     | Banegården - Vennelundsvej - Banegården                                                          |
| 4     | Banegården - Snærildvej - Løkkegårdsvej - Vestermarken - Stampmøllevej - Rådhusgade - Banegården |

### Biltrafik
I den sydlige del af Odder krydser de to landeveje 445 og 451.
- Sekundærrute 445 går gennem Odder i øst-vestlig retning, fra Hou mod Skanderborg,
- Sekundærrute 451 passerer gennem Odder fra Aarhus i nord til Horsens i syd.

## Uddannelse

### Folkeskoler og privatskoler
Der findes fem folkeskoler i Odder. To af skolerne er private og de øvrige tre er kommuneskoler:
- Rathlouskolen (privat)
- Skovbakkeskolen (kommune)
- Odder lille friskole (privat)
- Parkvejens Skole (kommune)
- Vestermarkskolen (kommune)

### Ungdomsuddannelser
- Odder Gymnasium (OG) udbyder
  - STX
- Skanderborg-Odder Center for Uddannelse (SCU) tilbyder
  - HHX
  - HTX
  - HF
  - EUX
  - EUD
  - HF- enkeltfag

## Erhverv
Industri
- Barnevognsfabrikken Oddervognen (ca. 30 ansatte)[17]
- ProTruck (ca. 65 ansatte)[18]
- System TM (ca. 190 ansatte)

Handel
- Kvickly (over 100 ansatte)[19]
- Netto, Rådhusgade
- Netto, Venneslaparken
- Lidl
- 365 Discount (tidl. Fakta)
- Rema 1000

Service
- Odder Parkhotel

## Kendte danskere fra Odder
- 1910 – Ejler Bille, kunstmaler, grafiker, billedhugger.
- 1916 – Willy Brauer, fagforeningsformand og kommunalpolitiker.
- 1928 – Hans Christian Nielsen, fodboldspiller, sølvvinder ved OL i Rom 1960.
- 1929 – Knud Enggaard, minister i flere regeringer i perioden 1978-93.
- 1946 – Niels Fredborg, cykelrytter, guldvinder ved OL i München 1972.
- 1957 – Jens Jørn Spottag, skuespiller.
- 1965 – Andrea Vagn Jensen, skuespillerinde.
- 1977 – Kirsten Brosbøl, politiker og tidligere miljøminister.
- 1979 – Juliane Elander Rasmussen, letvægtsroer.
- 1979 – Louise Pedersen, håndboldspiller.
- 1983 – Thomas Mogensen, håndboldspiller.
- 1984 – Esben Smed, skuespiller.
- 1985 – Thomas Muchimba Buttenschøn, musiker, tv-vært og forfatter.
- 1985 – Nina Luna, sangerinde, sangskriver og korleder.
- 1987 – Christian Moberg, cykelrytter, sportsdirektør og TV-kommentator.
- 1989 – Sofie Linde Ingversen, TV-vært.
- 1989 – Anders Skaarup Rasmussen, badmintonspiller.

## Trivia
- Teglbakken har i sin tid været brugt til at udvinde ler til at lave tagsten.
- Odder er oprindeligt en stationsby, som skulle gøre det nemt at komme fra enten Horsens eller Aarhus til havnebyen Hov.
- Omkring Østergade, Bredgade og Mejerivej blev nogle af Odders første bygninger bygget.
- Odder Å har flere gange oversvømmet dele af byen.[20]

## Venskabsbyer
- Salo
- Vennesla
- Katrineholm

## Billeder fra byen
- Rosensgade set fra øst
- Odder Gymnasium
- Økologiens Have
- Biffen
- Odder Museum
- Det gamle ting- og arresthus
- Danske Bank på hjørnet af Banegårdsgade og Holsteinsgade